# Głuchów (powiat kazimierski)
Głuchów – wieś sołecka w Polsce położona w województwie świętokrzyskim, w powiecie kazimierskim, w gminie Kazimierza Wielka.

## Części miejscowości
| SIMC    | Nazwa   | Rodzaj    |
| ------- | ------- | --------- |
| 0241525 | Kolonia | część wsi |
| 0241531 | Parcela | część wsi |
| 0241548 | Reforma | część wsi |

## Historia
Wieś notowana w początkach XIII wieku, w roku 1228 własność książęca w tym samym 1228 roku własność rycerska. Od 1243 własność klasztoru Benedyktynek staniątkowskich. W roku 1388 ponownie własność szlachecka. W roku 1228 Kazimierz książę opolski nadaje komesowi Klemensowi z Ruszczy (Klemens Jaksa Gryfita) między innymi Głuchów z narocznikami. W roku 1243 Konrad Mazowiecki potwierdza klasztorowi w Benedyktynek Staniątkach nadanie przez tegoż Klemensa między innymi wsi Głuchów z narokiem.
Według Długosza (nota spisana w latach 1470–1480) własność prebendy Głuchowskiej w kolegiacie w Skalbmierzu. Folwark kanonika na 2 łany uprawiane przez kmieci. Do prebendy należy tu połowa gaju w kierunku Przybenic, łąka i miejsce zwane Poświętne przeznaczone na budowę dworu kanonika, koło dworu Mikołaja Piwki herbu Habdank (Długosz L.B. t.I s. 525–526, 528 t.II s.324).
Według zapisu z księgi beneficjów z roku 1529 prebenda kolegiaty skalbmierskiej pobiera 1 kopę groszy czynszu z niektórych ról kmiecych, inna prebenda tejże kolegiaty 1 1/2 grzywny czynszu z ról pustych. (Liber Retaxationum s. 325, 341).
W końcu XVI wieku wieś w powiecie proszowskim województwa krakowskiego była własnością klasztoru bożogrobców w Miechowie.
W latach 1954–1968 wieś należała i była siedzibą władz gromady Głuchów, po jej zniesieniu w gromadzie Kamieńczyce. W latach 1975–1998 miejscowość administracyjnie należała do województwa kieleckiego.